# Albino Abbiati
Albino Abbiati (* 1814 in Como, Italien; † 26. Juni 1890 in San Francisco, Vereinigte Staaten) war ein italienisch-amerikanischer Kornettist, Posaunist und Kapellmeister.

## Leben
Albino Abbiati kämpfte im ersten Italienischen Unabhängigkeitskrieg für die Unabhängigkeit und Einheit Italiens. Nach dem Krieg ging er ins Exil nach Nordamerika. Er kam 1853 nach New York City und wurde US-amerikanischer Staatsbürger. Obwohl der Sprache nicht mächtig organisierte er unter seinen italienischen Landsleuten eine Banda bestehend aus 45 Personen. Die Banda fand eine gewisse Beachtung im Musikleben New Yorks. Auf Grund der Wirtschaftskrise in Folge des Krimkriegs verloren viele Mitglieder der Banda, die neben professionellen Musikern auch aus Laien bestand, ihre Arbeitsstelle und verließen New York. Daher löste sich die Banda 1855 auf. Abbiati selbst blieb zunächst als Professor an der italienischen Oper in New York 1858 ging er nach Venezuela. Er arbeitete zunächst mit einer Theaterkompanie in Caracas, mit welcher er eine gewisse Bekanntheit erlangte. Daneben arbeitete er erfolgreich mit der Banda Marcial de Caracas. Dies führte dazu, dass er mit der venezolanischen Regierung  einen Vertrag über drei Jahre abschloss, der ihn mit der Organisation der Militärmusik des Landes beauftragte. Nach Ablauf des Vertrags ging er zunächst zurück nach Italien. Doch innerhalb weniger Monate wurde er wieder von der venezolanischen Regierung kontaktiert, die ihn abermals engagieren wollte, um die Organisation der Militärmusik fortzuführen. Bis 1868 blieb er weitere sechs Jahre in Venezuela. Das Land befand sich aber in einer politisch unruhigen Zeit mit mehreren Aufständen, was sich auf die Zahlungsmoral der Regierung negativ auswirkte. 1868 kam es zu Zahlungsrückständen gegenüber Abbiati von insgesamt  $58,000. Als US-amerikanischer Staatsbürger wurde er von einer Kommission der US-Regierung unterstützt, die ihren Bürgern bei der Geltendmachung ihrer Ansprüche gegenüber dem venezolanischen Staat helfen sollte. Obwohl die Regierung sich zunächst weigerte zu zahlen, kam es zu einem Vergleich. Man einigte sich auf einen reduzierten Betrag von $33.000. Darauf ging Abbiati nach New York. Ein mit A. Oakey Hall, dem Bürgermeister der Stadt, ausgehandeltes Projekt, bei welchem Abbiati mit der Organisation eines 80 Musikern umfassenden, repräsentativen Klangkörpers der Polizei und Feuerwehr New Yorks beauftragt werden sollte, verschleppte sich nach anfänglicher Euphorie und kam schließlich nicht zur Ausführung. Abbiati nahm stattdessen ein Angebot des 8. Infanterieregimentes zur Organisation der Militärmusik an. Nach zwei Jahren bat er um Entlassung aus dem Dienst, kehrte aber nach wenigen Monaten in New York wieder auf die alte Stelle zurück. Nach drei Jahren wiederholte er dieses Vorgehen und wurde nach wenigen Monaten wieder zu besseren Bedingungen und mit mehr Privilegien ausgestattet eingestellt. 1874 kam er mit der Eighth Army als Kapellmeister der Eighth Army Band  nach Prescott in Arizona. Am 26. September 1876  fand in der St. Luke’s Hall in Prescott ein  Benefizkonzert  für die Witwen und Waisen der bei der Schlacht am Little Big Horn gefallenen Soldaten und Offiziere statt. Abbiati wirkte als Dirigent der Eighth Army Band an dem Konzert mit. Solist des Benefizkonzerts war der polnische Geiger Henryk Wieniawski, den Abbiati mit der Eighth Army Band begleitete. Die Hochzeit seiner Tochter Norma war ein großes gesellschaftliches Ereignis in Prescott. In den 1880ern war er mit der Eighth Army Band in Fort Whipple in Arizona stationiert. Im Februar 1884 verließ er endgültig die Armee und ließ sich in San Francisco nieder. Noch 1888 trat er mit dem Senator Leland Stanford schriftlich in Kontakt, um in San Francisco eine professionelle philharmonische Gesellschaft zu gründen.
Seine Ehefrau war Francisca Palthengi  Abbiati (1833–1891). Albino Abbiati wurde auf dem Italian Cemetery [Italienischer Friedhof] in Colma bestattet.

## Werke (Auswahl)
- Il 22 Marzo 1848, Valzer per Pfte ossia Musica allusiva alle cinque giornate, im Gedenken an die Cinque Giornate, dem Mailänder Volksaufstand vom 18. bis 24. März 1848[7][8]. Das Werk wurde 1848 beim Verlag Ricordi veröffentlicht.[9] Maria D’Ambroso spielte das Stück am 16. Dezember 2011 bei der Veranstaltung L’Italia dei patri sognata ne’ carmi - Un viaggio nel Risorgimento attraverso i canti degli italiani im Auditorium Pollini in Padua. Das Thema des Walzers ist der Bardenchor aus La donna del Lago.[10]
- Galopp[11]
- Pasqua Polka[11]
- Marcia[11]
- Speranza Polka[11]
- Riconoscenza[11]
- Polka mazurka für Klavier
- Polka libertad für Klavier, Caracas, 1859
- L’Adios Quadrille
- Correspondence